# Staszowskie Towarzystwo Kulturalne
Staszowskie Towarzystwo Kulturalne – polskie stowarzyszenie działające w Staszowie w woj. świętokrzyskim, zajmujące się działalnością popularyzatorską, krajoznawczą, kulturalną oraz wydawniczą.
Towarzystwo powstało w maju 1981 roku z inicjatywy dr. med. Macieja Andrzeja Zarębskiego, a w 2016 obchodziło 35-lecie działalności.
Towarzystwo prowadzi redakcję „Gońca Staszowskiego”, sprawuje patronat nad Uniwersytetem III Wieku w Staszowie oraz organizuje wystawy i prelekcje w Muzeum Ziemi Staszowskiej.
Muzeum Ziemi Staszowskiej posiada szereg stałych ekspozycji: malarstwo i rzeźba twórców staszowskich, geologia ziemi staszowskiej, rzemiosło staszowskie, dział numizmatyczny, „Jędrusie” na ziemi staszowskiej, Judaica staszowskie, starodruki związane z historią miasta począwszy od XVIII w. oraz fotografie z lat 40/50 i 80. XX w..
Od 2012 Towarzystwo prowadzi tzw. "Cybermuzeum" czyli archiwum społeczne dostępne w internecie, dokumentujące lokalne życie społeczności staszowskiej dawniej i dziś. W archiwum dostępne są cyfrowe kopie materiałów archiwalnych związanych ze Staszowem i jego mieszkańcami. Dostępne są także stare filmy o Staszowie w tym "Miasteczko" z 1956 roku w reż. Jerzego Ziarnika.
W ramach działalności wydawniczej w serii wydawniczej Biblioteka Staszowska opublikowało szereg publikacji, takich jak: Słowacja trochę bliżej czyli ciekawostki słowackie (autor: Waldemar Oszczęda), wspomnienia z czasów wojny Adama Bienia Wyprawa moskiewska oraz książka mu poświęcona Ostatni z szesnastu. Strzępy wspomnień o Adamie Bieniu w stulecie urodzin (autor: Maciej Andrzej Zarębski), dwanaście części Opowieści z Gór Świętokrzyskich (autor: Jerzy Fijałkowski), Zygzakiem wokół Staszowa (autorka: Zuzanna Łukaszewska), Od dżumy do dżumy (autor: Maciej Andrzej Zarębski) i wiele innych związanych z historią, życiem kulturalnym miasta i twórczością jego mieszkańców. Publikowano m.in. poezje Wiesława Kota, Ireny Duchowskiej, Zdzisława Łączkowskiego, Milana Rufusa (w przekładzie ze słowackiego Józefa Waczkowa) oraz utwory Jana Lechickiego, Jerzego Przeździeckiego, Zygmunta Kukomskiego, Stanisława Rogali, Leona Janowicza, Romana Samsela, a także prace socjologa Andrzeja Tyszki. W maju 2005 dotychczasowy cykl, po wydaniu równo 200 książek, zmienił nazwę na Biblioteka Świętokrzyska, a jego wydawcą zostało Świętokrzyskie Towarzystwo Regionalne w Zagnańsku; Towarzystwo kontynuuje numerację serii, ale czyni to również Staszowskie Towarzystwo Kulturalne pod dawną nazwą, chociaż nieco mniej dynamicznie.